# Inger Knutsson
Inger Knutsson (senare Knutsson Stålhandske), född 8 maj 1955, är en svensk före detta friidrottare (medeldistans) som tävlade för klubben Nynäshamns IF. Hon utsågs år 1973 till Stor Grabb/tjej nummer 284. Vid EM 1971 i Aten kom hon tolva på 1 500 meter. Vid junior-EM i Duisberg 1973 tog hon guld med nytt juniorvärldsrekord (4.07,47).

## Personliga rekord
- 800 meter - 2.05,9 (Oslo 20 juni 1973)
- 1 000 meter - 2.46,0
- 1 500 meter - 4.07,47 (Duisburg 26 augusti 1973)
- 2 000 meter - 5.51,2
- 3 000 meter - 8.51,04 (Stockholm 2 augusti 1975)
- 5 000 meter - 17.21,32 (Stockholm 24 september 1978)